# MobiFone
MobiFone (Vietnam Mobile Telecom Services Company) – wietnamski operator telefonii komórkowej z siedzibą w Hanoi. Przedsiębiorstwo zostało założone w 1993 roku.
Jest najstarszym dostawcą usług telefonii komórkowej w Wietnamie.
Operator ma 4,7 mln abonentów i jest jednym z głównych dostawców telefonii komórkowej w kraju.